# Llac Vârșolț
Llac Vârșolț (en romanès: Lacul de acumulare Vârşolţ) és el llac més gran del comtat de Sălaj (Romania). La seva superfície és de 652 ha.
Es tracta d'un embassament que es va fer el 1976-1979. El llac Vârșolț està situat a la conca de Crasna, entre Crasna i Vârșolț. La presa té una alçada de 17 m i una longitud de 2,160 m amb un volum d'aigua de 50,2 milions de m3. El llac va ser creat per mitigar i protegir-se contra les inundacions, després de les patides el 1970, i controla la sortida d'aigua del riu Crasna. El llac és una font d'aigua potable per a les ciutats de Zalău i Șimleu Silvaniei.